# Дусбург, Ллойд
Ллойд Дусбург (нидерл. Lloyd Doesburg; 29 апреля 1960 — 7 июня 1989, Парамарибо) — нидерландский футбольный вратарь суринамского происхождения. Выступал за команды «Элинквейк», «Витесс», «Эксельсиор» и «Аякс».
Погиб в авиакатастрофе в Парамарибо в июне 1989 года.

## Биография

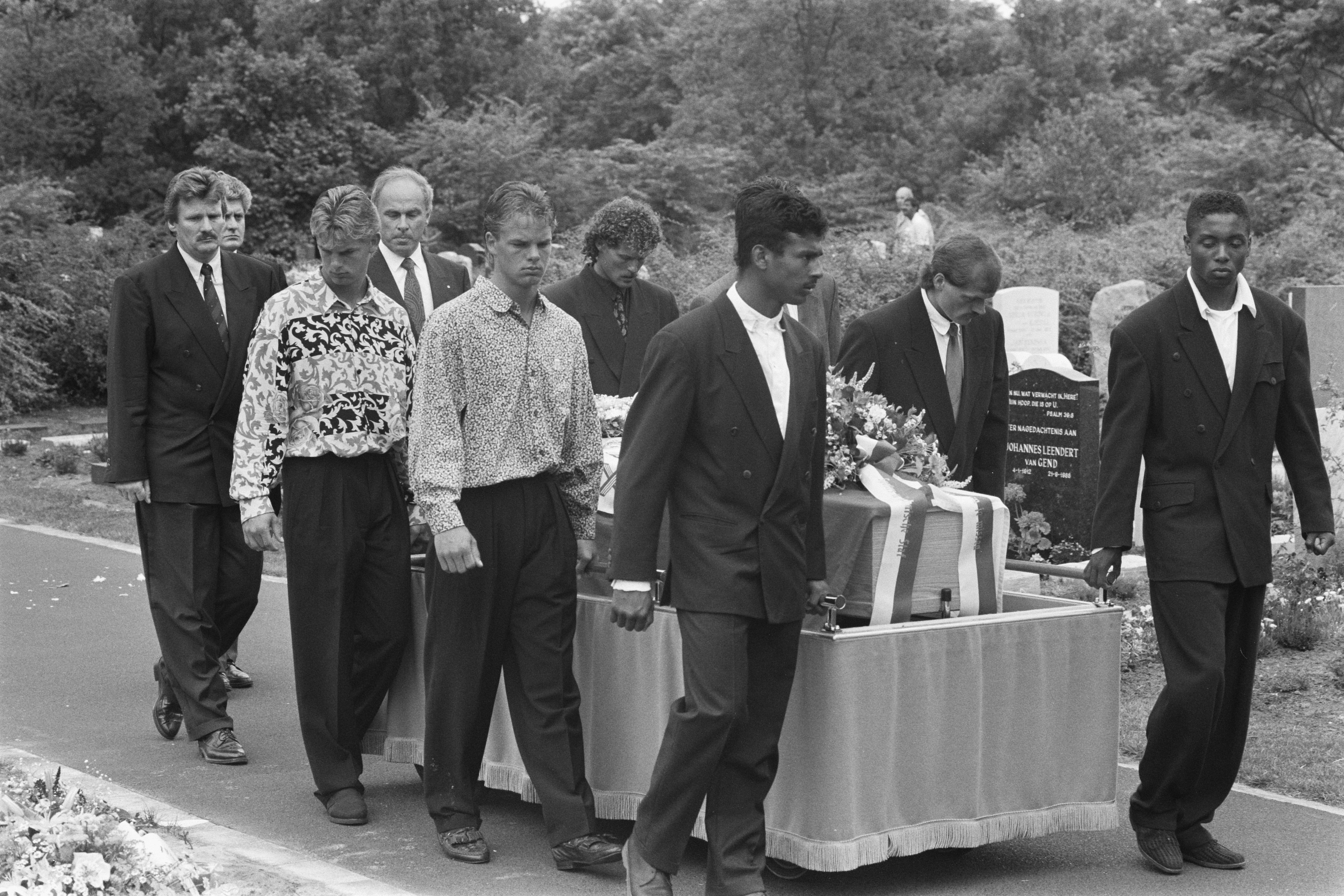
Игроки «Аякса» на похоронах Дусбурга

Ллойд Дусбург начал свою футбольную карьеру в нидерландском клубе «Элинквейк», в нём он выступал до 1981 года. После этого Дусбург в течение пяти сезонов выступал за «Витесс», и один сезон за «Эксельсиор» из Роттердама. В августе 1987 года Ллойд был куплен амстердамским «Аяксом» в качестве второго вратаря команды после Стэнли Мензо, потребность покупки нового вратаря была вызвана тем, что клуб покинул второй вратарь «Аякса» Фред Грим. В общей сложности Ллойд провёл пять матчей за «Аякс».
Ллойд был приглашен Сонни Хэсно для поездки в Суринам в составе сборной из нидерландских футболистов суринамского происхождения (сборную позже назвали «11 цветных») с целью участия в турнире с тремя суринамскими клубами. Его друзьям Стенли Мензо и Хенни Мейеру также поступало предложение выступить на турнире, но их клубы запретили им это делать. Дусбург же полетел на турнир. 7 июня 1989 года самолёт Суринам Эйруэйз ПУ764 (англ. Airways PY764) потерпел аварию при заходе на посадку в аэропорту «Зандерей» города Парамарибо, в результате чего погибли 176 человек из 187 на борту, в том числе Ллойд Дусбург. Среди погибших было в общей сложности 11 игроков сборной из 15 членов всей сборной, только трое из футболистов чудом выжили в авиакатастрофе.
Ллойд Дусбург был похоронен 22 июня 1989 года, на похоронах присутствовали многие игроки «Аякса», среди которых были: Стенли Мензо, Ян Ваутерс, Арон Винтер, Данни Блинд, Брайан Рой, Деннис Бергкамп, Франк и Рональд де Бур.